# Jacoff
Jacoff (око 1350. — Бауцен, 1407) био је лужичкосрпски златар.
Будишин (сада је Бауцен) био је познат по својим златарима, којих (око 1400. године) било је дванаест. Jacoff се звао „вендски златар” (нем. „der Windische goltschmid”). Године 1399. имао је радионицу на Брудергасе у Будишину, годину дана касније преселио се у већу радионицу на другој улици — Лауенштрасе. Судећи по високим порезима које је платио, био је један од најугледнијих и најбогатијих људи у Будишину. Његов живот показује да за Лужичке Србе у средњовековном граду био је могућ друштвени напредак.